# سیکورسکی سی‌اچ-۱۲۴ سی کینگ
سیکورسکی سی‌اچ-۱۲۴ سی کینگ (به انگلیسی: Sikorsky CH-124 Sea King) یک بالگرد ساختِ کارخانهٔ سیکورسکی در کشور ایالات متحده آمریکا است. نخستین استفاده‌کنندهٔ این بالگرد نیروهای مسلح کانادا بوده‌است.